# EKZ CrossTour
L'EKZ CrossTour est une compétition de cyclo-cross qui se déroule sur plusieurs manches, toutes organisée en Suisse. Elle est créée en partenariat avec le fournisseur d'énergie suisse EKZ, depuis la première édition en 2014 et est dirigée par l'ancien coureur Laurent Dufaux. La saison 2020-2021 est la dernière, en raison du retrait du sponsor principal de l'épreuve.

## Palmarès

### Hommes élites
| Année     | Vainqueur          | Deuxième      | Troisième             |
| --------- | ------------------ | ------------- | --------------------- |
| 2014-2015 | Clément Venturini  | Sascha Weber  | Simon Zahner          |
| 2015-2016 | Francis Mourey     | Simon Zahner  | Marcel Wildhaber      |
| 2016-2017 | Marcel Wildhaber   | Marcel Meisen | Gioele Bertolini      |
| 2017-2018 | Marcel Wildhaber   | Simon Zahner  | Nicola Rohrbach       |
| 2018-2019 | David van der Poel | Lars Forster  | Jan Nesvadba          |
| 2019-2020 | Marcel Meisen      | Felipe Orts   | Dieter Vanthourenhout |
| 2020-2021 | Kevin Kuhn         | Timon Rüegg   | Lars Forster          |

### Femmes élites
| Année     | Vainqueur         | Deuxième               | Troisième            |
| --------- | ----------------- | ---------------------- | -------------------- |
| 2014-2015 | Eva Lechner       | Sina Frei              | Stéphanie Vaxillaire |
| 2015-2016 | Pavla Havlíková   | Sina Frei              | Nicole Koller        |
| 2016-2017 | Nicole Koller     | Jasmin Egger-Achermann | Pavla Havlíková      |
| 2017-2018 | Pavla Havlíková   | Jasmin Egger-Achermann | Rebecca Gariboldi    |
| 2018-2019 | Denise Betsema    | Pavla Havlíková        | Elisabeth Brandau    |
| 2019-2020 | Christine Majerus | Perrine Clauzel        | Marlène Petit        |
| 2019-2020 | Nicole Koller     | Elisabeth Brandau      | Rebecca Gariboldi    |